# Wormwood (documentário)
Wormwood é documentário dirigido por Errol Morris e exibido pela Netflix, a partir de dezembro de 2017, que conta a história de Frank Olson, um cientista que participou do projeto MKULTRA

## Elenco

### Entrevistas
- Eric Olson[3]
- David Rudovsky, family attorney
- Seymour Hersh
- Stephen Saracco

### Reconstituições
- Peter Sarsgaard como Frank Olson – Bioquímico[4]
- Molly Parker[4] como Alice Olson – Esposa
- Christian Camargo[4] como Dr. Robert Lashbrook – CIA
- Scott Shepherd[4] como Lt. Col. Vincent Ruwet
- Tim Blake Nelson[4] como Sidney Gottlieb
- Jimmi Simpson[4] como agente da CIA
- Bob Balaban[4] como Dr. Harold A. Abramson – Alergista
- Michael Chernus[4] como Dr. James Starrs
- Stephen DeRosa como Eric Olson – Filho como narrador (2017)[3]
- Chance Kelly como Wet Works #2[3]

## Produção
A fim de ser elegível para o Oscar de melhor documentário na 90.ª cerimônia do Oscar, a série foi reproduzida em um longa-metragem após a Academia de Artes e Ciências Cinematográficas (AMPAS) decidir que séries documentais de várias partes (como a vencedora de 2017, O.J.: Made in America) eram inelegíveis. Contudo, a série foi rejeitada pela consideração da AMPAS para a categoria documentário, embora permanecesse elegível em todas as outras categorias.